# Francisco Martínez Gaytán
Francisco Martínez Gaytán es una localidad del municipio de Huimanguillo ubicado en la subregión de la Chontalpa del estado mexicano de Tabasco.

## Geografía
La localidad de Francisco Martínez Gaytán se sitúa en las coordenadas geográficas 17°46′12″N 93°48′46″O / 17.770000, -93.812778, a una elevación de 20 metros sobre el nivel del mar.

## Demografía
Según el Conteo de Población y Vivienda 2020, efectuado por el Instituto Nacional de Estadística y Geografía, la localidad de Francisco Martínez Gaytán tiene 884 habitantes, de los cuales 434 son del sexo masculino y 450 del sexo femenino. Su tasa de fecundidad es de 2.87 hijos por mujer y tiene 222 viviendas particulares habitadas.
| Gráfica de evolución demográfica de Francisco Martínez Gaytán entre 1960 y 2020 |
|                                                                                 |
| INEGI.                                                                          |